# Malaussanne
Malaussanne ist eine französische Gemeinde mit 444 Einwohnern (Stand 1. Januar 2022) im Département Pyrénées-Atlantiques in der Region Nouvelle-Aquitaine (vor 2016: Aquitanien). Die Gemeinde gehört zum Arrondissement Pau und zum Kanton Artix et Pays de Soubestre (bis 2015: Kanton Arzacq-Arraziguet).
Der Name in der gascognischen Sprache lautet Malaussana. Die Bewohner werden Malaussannais und Malaussannaises genannt.

## Geographie
Malaussanne liegt ca. 40 km nördlich von Pau in der historischen Provinz Béarn an der nördlichen Grenze zum benachbarten Département Landes.
Umgeben wird Malaussanne von den Nachbargemeinden:
| Mant (Landes)   | Arboucave (Landes)                          | Lacajunte (Landes)  |
| Monget (Landes) | Kompassrose, die auf Nachbargemeinden zeigt | Philondenx (Landes) |
| Montagut        | Cabidos                                     |                     |

Malaussanne liegt im Einzugsgebiet des Flusses Adour. Einer seiner Nebenflüsse, der Louts, bewässert mit seinem Zufluss, dem Ruisseau Laricabet, das Gemeindegebiet. Ebenso durchqueren der Ruisseau Larritou, ein Nebenfluss des Luy de France, und der Ruisseau de Larruton, an seinem Oberlauf Ruisseau de Baillé genannt und Nebenfluss des Larbin, das Gebiet der Gemeinde.

## Geschichte
Am Ort mit dem Flurnamen Lassale wurde im 11. Jahrhundert auf einer Anhöhe über dem Luy de France eine Motte errichtet. Spuren eines zweifachen Ringwalls mit Böschungen und Gräben sind noch heute sichtbar. Die lokale Überlieferung besagt, dass es in der Nähe der Motte auch einen Friedhof und eine Kapelle gegeben habe. Auf der Karte von Cassini sind die Motte und eine Kapelle Saint-Jean eingetragen. In Malaussanne befand sich eine Komturei, die zum Priorat von Toulouse gehörte. Das Dorf unterstand der Chalosse und gehörte zum Bezirk von Saint-Sever. Malaussanne gehörte als Pfarrgemeinde Vicomté von Louvigny, unterstand aber dem Bistum Lescar. Während der Französischen Revolution gelangte die Gemeinde zum Béarn und damit zum neu gegründeten Département Basses-Pyrénées.
Toponyme und Erwähnungen von Malaussanne waren:
- Malaussana (1514, Notare von Garos),
- Malausana und Malausanne en France (1559 bzw. 1675, Manuskriptsammlung des 16. bis 18. Jahrhunderts),
- Malaussane (1750 und 1793, Karte von Cassini bzw. Notice Communale) und
- Malaussanne (1801, Bulletin des lois).[7][6][9]

### Einwohnerentwicklung
Nach Höchstständen der Einwohnerzahl von über 1000 in der ersten Hälfte des 19. Jahrhunderts ist die Zahl bei kurzen Erholungsphasen bis zur Jahrtausendwende auf unter 400 gesunken. Seitdem ist ein moderates Wachstum der Gemeinde auf nunmehr über 400 Einwohner zu verzeichnen.
| Jahr      | 1962 | 1968 | 1975 | 1982 | 1990 | 1999 | 2006 | 2009 | 2022 |
| --------- | ---- | ---- | ---- | ---- | ---- | ---- | ---- | ---- | ---- |
| Einwohner | 450  | 439  | 428  | 404  | 407  | 419  | 393  | 413  | 444  |

## Sehenswürdigkeiten
- Pfarrkirche von Malaussanne, geweiht dem Apostel Andreas. Sie datiert aus dem 12. Jahrhundert und wurde im 14. oder 15. Jahrhundert stark umgestaltet, im 19. und 20. Jahrhundert restauriert. Das zweischiffige Langhaus ist von einer polygonalen Apsis abgeschlossen. Das südliche Seitenschiff ist durch drei Rundbögen abgetrennt. Das Kreuzrippengewölbe des Kircheninnern wird von gotischen Pfeilern getragen. Bemerkenswert ist ein tiefes Weihwasserbecken, das in eine Marmorsäule eingelassen ist. Viele weitere Ausstattungsgegenstände aus dem 18. und 19. Jahrhundert sind als nationale Kulturgüter registriert.[8][11] Im Chor der Kirche fällt der Blick auf eine Ikone, die den Apostel Andreas darstellt. Sie ist ein Werk aus dem Jahre 2005 von Philippe Grall aus der Werkstatt Saint André in Lausanne. Attribute von Aposteln in Darstellungen sind gewöhnlich Schriftrollen oder ein Evangelium in Form eines offenen oder geschlossenen Buches. So hält der Apostel auch in dieser Darstellung eine Schriftrolle in seiner linken Hand. Das Andreaskreuz taucht auf dem Bild nicht auf, da gemäß der ikonografischen Tradition des byzantinischen Ritus Heilige ohne Bezug auf ihr Martyrium abgebildet werden.[12]

- Landsitz, genannt Schloss Gaye. Er ist im 16. Jahrhundert errichtet und im 18. und 16. Jahrhundert umgestaltet worden. Der zweigeschossige Wohntrakt wird durch einen Turm ergänzt, dessen Eingang mit einem Kielbogen verziert ist. Die Scheune besitzt vier Toreinfahrten und einen Eingang, dessen Sturz ebenfalls mit einem Kielbogen verschönert ist. Er führt zu den Unterkünften des Personals, die von der Scheune durch eine Wand abgetrennt sind. Der Landsitz ist seit 1999 als nationales Kulturgut registriert.[13]

## Wirtschaft und Infrastruktur
Die Landwirtschaft ist traditionell der wichtigste Wirtschaftsfaktor der Gemeinde.

### Bildung
Malaussanne verfügt über eine öffentliche Grundschule mit 36 Schülerinnen und Schülern im Schuljahr 2017/2018.

### Verkehr
Malaussanne wird durchquert von der Route départementale 664.